# Alfred Vulpes
Alfred Vulpes (* 2. April 1901 in Würzburg; † nach 1966) war ein deutscher Friseur und Politiker.

## Werdegang
Vulpes besuchte die Volksschule in Speyer und legte 1931 in Köln die Meisterprüfung ab.  
Die berufsständischen Interessen vertrat er als Präsident des Zentralverbandes des deutschen Friseurhandwerks (1948–1966), als Vorsitzender des Innungsverbandes für das nordrheinische Friseurhandwerk (1945-), als Obermeister der Friseurinnung für den Stadtkreis Köln (1945-), als Mitglied des Handwerksrates des Zentralverbands des Deutschen Handwerks sowie als Vorstandsmitglied des Rheinisch-Westfälischen Handwerkerbundes.
Für die SPD war er Stadtverordneter in Köln.

## Ehrungen
- 1966: Großes Verdienstkreuz der Bundesrepublik Deutschland